# Кузьмино (селище, Юринський район)
Ку́зьмино (рос. Кузьмино, марій. Кузьмансола) — селище у складі Юринського району Марій Ел, Росія. Входить до складу Козиковського сільського поселення.

## Населення
Населення — 48 осіб (2010; 28 у 2002).
Національний склад (станом на 2002 рік):
- росіяни — 75 %